# 歌田愛
歌田 愛（うただ あい、本名同じ、1993年3月12日 - ）は、東京都出身の日本の女性ファッションモデル。

## 略歴
2009年3月、CREPES2009のイメージガールの1人にラッキーガールとして選ばれる。その後、同年11月にロート製薬「肌ラボ」のWEB CMに出演を果たす。
2010年、ポニーテールからアデッソに移籍。popteenやセシール「キューポップ」などモデルとしての活動が増える。
2011年8月、TV-CM初出演を果たす。ガールズバイカーで雑誌表紙デビュー。

## 人物
顔立ちがはっきりしていてハーフと間違われることが多い。
趣味は、音楽鑑賞で洋楽が好き。また読書、デコレーションなども好きである。特技は、お琴と暗記。

## 出演

### カタログ
- セシール「キューポップ」

### PV
- 大塚愛

### イメージモデル
- CREPES2009

### 広告
- 静岡109
- 鈴乃屋
- PALMER
- Nikon

### WEB
- 銀座かねまつ

### CMF
- ロート製薬肌ラブ web
- ハンゲーム

### 雑誌
- 月刊Audition
- Popteen
- CUTiE
- ディズニーファン
- ガールズバイカー